# Golanska visoravan
Golanska visoravan (arapski: هضبة الجولان Hadhbat al-Jaulan, hebrejski: רמת הגולן), ranije poznata kao Sirijska visoravan je plato na granici između Izraela, Libanona, Jordana i Sirije. Pod okupacijom je Izraela od Šestodnevnog rata sa Sirijom, 1967. godine, te ponovno 1973. godine nakon Jomkipurskog rata.

## Zemljopis
Golanska je visoravan omeđena sa zapadne strane stjenovitim gorjem koje se spušta prema Galilejskom moru i rijeci Jordan, s južne strane rijekom Yarmouk, sa sjevera granicom s Libanonom, te s južne strane Hauranom. Golanska visoravan je podjeljena na tri regije: sjevernu, centralnu i južnu.

## Geologija
Golanska visoravan je plato i dio vulkanskog polja iz holocena koji se prostire na sjever gotovo do Damaska. Cijelo područje je prepuno ugaslim vulkanskim stošcima, kao što je Majdal Shams. Hermon je na sjeveru Golanske visoravni, ali je geološki odijeljen od vulkanskog polja. U blizini Hermona je kratersko jezero Birkat Ram koga napajaju podzemna vrela.

## Vode Golanske visoravni
- Yarmouk
- Jilabun
- Dlaiot
- Jehudia
- Mitzar
- Samekh

## Zajednice
Najveća zajednica i administrativni centar Golanske visoravni je židovski grad Katzrin, sagrađen 1970. godine. Grad okružuju brojni kibuci i mošavi.  Na sjevernoj strani Golanske visoravni su sela Druza i Čerkeza, uključujući Majdal Shams i selo Alawite blizu libanonske granice.

## Nadzor UN-a
UN je u ožujku 1974. ustanovio mirovnu misiju za nadzor na Golanskoj visoravni, tzv. UNDOF (UN Disengagement Observer Force). Hrvatska vojska je također jedno vrijeme sudjelovala u ovoj misiji, od 2008. godine do ožujka 2013. godine kad su hrvatske snage od 97 vojnika povučene. Ujedinjeni narodi su sredinom 2013. namjeravali povećati broj vojnika s tadašnjih 900 na 1250.